# Iconografisch Bureau
Het Iconografisch Bureau was een Nederlandse instantie die zich richtte op de beschrijving van portretten van Nederlanders en buitenlanders waarvan het portret zich in Nederland bevond. Het bureau werd opgericht in 1955 en hield als zelfstandige entiteit in 1995 op te bestaan.

## Geschiedenis
Jhr. mr. dr. E.A. van Beresteyn schetst in zijn artikel (1947), later O.L. van der Aa (1973) de geschiedenis van de iconografie in Nederland. In 1923 werd door Van Beresteyn een commissie geïnitieerd in het Koninklijk Nederlandsch Genootschap voor Geslacht- en Wapenkunde De Nederlandsche Leeuw, alsmede een documentatieafdeling. De overheid stelde vervolgens een Nederlandsche Commissie voor Ikonographische Documentatie bij ministeriële beschikking van 31 oktober 1929 in, met het oog op een internationaal congres die als doel kreeg: het registreren van "schilderijen, teekeningen en platen, geteekende en gedrukte kaarten, portretten enz." die als illustratie bij historische publicaties kunnen worden gebruikt; deze commissie werd in 1977 bij ministeriële beschikking opgeheven. In 1932 werd de documentatieafdeling van De Nederlandsche Leeuw ondergebracht in het opgerichte Rijksbureau voor Kunsthistorische Documentatie. Binnen het in 1945 opgerichte Centraal Bureau voor Genealogie (CBG) werd een afzonderlijke afdeling Iconografische Documentatie ingesteld, gebaseerd op de verzameling van de kunsthistoricus dr. Cornelis Hofstede de Groot (1863-1930) die na diens overlijden werd beheerd door Van Beresteyn. Binnen het bestuur van het CBG ressorteerde toen de Nederlandse Commissie voor Ikonografische Documentatie. In 1955 besloten het bestuur van het CBG en de commissie tot oprichting van de zelfstandige te Den Haag gevestigde Stichting Iconographisch Bureau (IB); de oprichtingsakte verleed op 28 december 1955. In 1956 gingen de werkzaamheden onder het CBG nog gewoon door als voorheen. Per 1 januari 1957 begon het IB zelfstandig te functioneren hoewel het wel gevestigd bleef in hetzelfde pand als het CBG. Vanaf toen werden afzonderlijke jaarverslagen gemaakt, die gepubliceerd werden in het jaarboek van het CBG (vanaf dat van 1958). De eerste bestuursvoorzitter van het IB was mr. Dolf Staring (1890-1980), de eerste conservator O.L. van der Aa.
De werkzaamheden van de afdeling, later van het IB bestonden aanvankelijk vooral in het documenteren van portretten in Nederlandse particuliere verzamelingen. Naast beschrijvingen werden ook foto's van de betrokken kunstwerken genomen. Vanaf 1958 begon men zich ook te richten op het documenteren van portretten in openbare verzamelingen, en dat in samenwerking met de betreffende instellingen. Daarnaast rekende het IB het tot zijn taak onderzoek te doen naar de voorgestelden dan wel de geportretteerden te identificeren, al dan niet uitlopend op gepubliceerd onderzoek. Een derde taak lag in het verstrekken van inlichtingen aan derden, al dan niet voor hun te publiceren onderzoeken. Vanaf 1957 begon men met het uitgeven van een reeks Ikonografieën van bekende Nederlanders; het eerste deel betrof Ikonografie van Constantijn Huygens en de zijnen, geschreven door dr. H.E. van Gelder; het bleef bij dit eerste deel. Voorts bouwde het bureau in de loop der tijd ook een eigen portret- en fotoportretverzameling op, deels door schenkingen en legaten; deze werd in 1949 ondergebracht bij de Dienst voor 's Rijks Verspreide Kunstvoorwerpen. Het bureau werkte mee aan veel publicaties en tentoonstellingen en groeide uit tot het kenniscentrum in Nederland op portretgebied. In 1974 kwam het plan tot stand om een nieuwe huisvesting te zoeken voor het Algemeen Rijksarchief; andere instellingen werden bij die verhuizing betrokken, waaronder het IB. Uiteindelijk verhuisden al die instellingen in 1979 naar het complex waar het Nationaal Archief en de Koninklijke Bibliotheek ook gehuisvest zijn. Het IB als onderdeel van het RKD is daar anno 2018 nog steeds gevestigd.
Gedurende het hele bestaan van het IB werkte het al samen met het Rijksbureau voor Kunsthistorische Documentatie dat per 1 januari 1995 werd verzelfstandigd. Door het bestuur van het IB werd besloten de stichting IB van 1955 per 1 januari 1995 op te heffen en de werkzaamheden onder te brengen bij de nieuwe Stichting tot exploitatie van het RKD; beide instellingen zouden wel hun eigen naam behouden.